# Equipo de Copa Davis de Kosovo
El equipo de Copa Davis de Kosovo representa a Kosovo en la competición de tenis de la Copa Davis y se rige por la Federación de Tenis de Kosovo.
Kosovo compite actualmente en el Grupo IV de la Zona Europea.
Participarán por primera vez en la Copa Davis 2016, compitiendo en el Grupo III de la Zona Europa.

## Equipo actual
- Burim Bityqi
- Granit Bajraliu
- Muhamed Zulji
- Genc Selita

## Historia
El 28 de marzo de 2015, Tennis Europe otorgó la membresía a la Federación de Tenis de Kosovo, que entró en vigor en 2016. En diciembre de 2015, la Federación anunció que competiría en la Copa Davis 2016 en el Grupo III de la Zona de Europa.

## Oponentes
Lista completa de partidos del equipo de la Copa Davis de Kosovo (desde la independencia):
| N.º | Año  | Oponente      | Marcador final |
| --- | ---- | ------------- | -------------- |
| 1   | 2016 | Grecia        | 0-3            |
| 2   | 2016 | Estonia       | 0-3            |
| 3   | 2016 | Liechtenstein | 0-3            |
| 4   | 2017 | Montenegro    | 0-3            |
| 5   | 2017 | Irlanda       | 0-3            |

| N.º | Año  | Oponente      | Marcador final |
| --- | ---- | ------------- | -------------- |
| 6   | 2017 | Andorra       | 0-3            |
| 7   | 2018 | Malta         | 0-3            |
| 8   | 2018 | Liechtenstein | 0-3            |
| 9   | 2018 | Moldavia      | 1-2            |
| 10  | 2018 | Armenia       | 0-3            |

| N.º | Año  | Oponente   | Marcador final |
| --- | ---- | ---------- | -------------- |
| 11  | 2019 | Irlanda    | 0-3            |
| 12  | 2019 | San Marino | 1-2            |
| 13  | 2019 | Malta      | 0-3            |
| 14  | 2019 | Andorra    | 2-1            |
| 15  | 2019 | Armenia    | 0-3            |

Nota: Kosovo actúa de primero

## Estadísticas
Última actualización: Kosovo - Armenia; 20 de julio de 2019
| Oponente      | PJ | PG | PP |
| ------------- | -- | -- | -- |
| Andorra       | 2  | 1  | 1  |
| Armenia       | 2  | 0  | 2  |
| Estonia       | 1  | 0  | 1  |
| Grecia        | 1  | 0  | 1  |
| Irlanda       | 2  | 0  | 2  |
| Liechtenstein | 2  | 0  | 2  |
| Malta         | 2  | 0  | 2  |
| Moldavia      | 1  | 0  | 1  |
| Montenegro    | 1  | 0  | 1  |
| San Marino    | 1  | 0  | 1  |
| 10 países     | 15 | 1  | 14 |

| África      | Asia        | Europa                                                                                    | América de Norte | Oceanía     | Sudamérica  |
| ----------- | ----------- | ----------------------------------------------------------------------------------------- | ---------------- | ----------- | ----------- |
|             |             | Andorra Armenia Estonia Grecia Irlanda Liechtenstein Malta Moldavia Montenegro San Marino |                  |             |             |
| Récord: 0-0 | Récord: 0-0 | Récord: 1-14 (6,7%)                                                                       | Récord: 0-0      | Récord: 0-0 | Récord: 0-0 |

Registro por década
- 2016–2019: 1–14 (6,7%)